# 제 태공 (전제)
제 태공(齊 太公, ? ~ 기원전 385년) 혹은 전제 태공(田齊 太公)은 중국 전국 시대 전제의 초대 후작이다. 성은 규(嬀), 씨는 전(田). 이름은 화(和)다. 주 왕실에서 제후(齊侯)로 인정받아, 제나라 공실이 공식적으로 강성 여씨에서 규성 전씨로 바뀌었다.

## 생애

### 강제에서 전제로
제 선공의 재상을 지냈다.
이미 전양자 이후 사실상 제나라 임금은 재상 전씨나 다름없었으나, 태공 화는 이름뿐인 강제 공실마저도 아예 전씨로 대체하고자 했다. 제 강공 14년(기원전 391년), 강공이 황음무도하다 하여 바닷가로 쫓아내고 성 하나만을 주어 식읍으로 삼게 했다. 강공 16년(기원전 389년), 탁택에서 당시의 패자로 인정받는 위 문후와 회견해 주 왕실에 자신을 제후로 정식 인준해 줄 것을 요청했다. 문후는 주 왕실에 이를 요청했고. 당시 동주 안왕의 허락을 받아, 강공 19년(기원전 386년) 전화가 강공을 대신하여 제후(齊侯)가 되어 주나라의 제후의 반열에 들었다.
이후 제 강공은 2년을 더 살다 죽었고, 여씨의 제사가 끊겼다. 이후의 제나라는 망할 때까지 태공 화의 자손이 다스려, '전씨의 제나라'라는 의미로 '전제'라고도 한다.

### 기타
제 강공 15년(기원전 390년), 노나라에 평륙에서 졌다.
제 강공 20년, 곧 제 태공 2년(기원전 385년) 노나라를 이겼으나, 이해 죽었다.